# Nachtkijkers
Nachtkijkers was een Nederlands radioprogramma op NPO Radio 1 van publieke omroep KRO-NCRV. Het werd uitgezonden op de vroege maandagochtend van 2:00 tot 4:00. Van 2015 tot 2017 duurde het programma tot 6:00, maar in 2018 werd het programma ingekort. Het programma bestond uit een lang interview met een centrale gast of een gesprek op locatie. 
In 2015 kwam dit programma ter vervanging van het nachtprogramma KRO's Nacht van het Goede Leven (2008-2014) van Adeline van Lier. De presentatie van Nachtkijkers werd toen gedaan door Martijn Grimmius en Liesbeth Staats. Vrij snel werd Staats vervangen door Carl-Johan de Zwart, die in september 2016 het stokje overdroeg aan Thomas van Vliet. In 2018 werd het programma in tweeën gesplitst en duurde het van 2 tot 4, afwisselend gepresenteerd door Grimmius en Willem de Gelder. Van 4 tot 6 was het programma Fris! te horen, gepresenteerd door Van Vliet.
In september 2018 werd bekend dat Nachtkijkers zou verdwijnen omdat de nachtprogrammering van Radio 1 op de schop zou gaan. Op 31 december 2018 is de laatste uitzending geweest.